# Francisco José de Vasconcelos Lessa
Francisco José de Vasconcelos Lessa, primeiro e único barão de Diamantina, (Vila do Príncipe, atual Serro, 8 de maio de 1798 — Serro, 2 de abril de 1862) foi um político e um nobre brasileiro.

## Biografia
Foi eleito vereador na primeira legislatura da Câmara Municipal de Diamantina, em 1832, quando esta se emancipou do Serro. Residiu durante muitos anos na famosa Fazenda do "Bom Sucesso", com seiscentos alqueires e considerada uma das mais produtivas propriedades rurais do município do Serro. Apoiou a Revolução Liberal de 1842 e participou da colonização do extremo nordeste de Minas, no empreendimento da Companhia do Mucuri, ao lado de Teófilo Benedito Ottoni.
Foi fundador da Santa Casa de Serro junto com o padre José Jacintho Nunes e o Doutor Claudionor A. de Azevedo Coutinho, além de apoiador da Santa Casa de Diamantina.

## Títulos nobiliárquicos
Agraciado com o título de barão, por decreto imperial de 2 de dezembro de 1854. Foi também Comendador da Imperial Ordem de Cristo.